# Octinodes carinatus
Octinodes carinatus là một loài bọ cánh cứng trong họ Cebrionidae. Loài này được Champion mô tả khoa học năm 1896.